# Cosmoscarta affinis
Cosmoscarta affinis är en insektsart som först beskrevs av Atkinson 1889.  Cosmoscarta affinis ingår i släktet Cosmoscarta och familjen spottstritar. Inga underarter finns listade i Catalogue of Life.